# Resultados do Carnaval de Vitória em 2003
Esta página contém os Resultados do Carnaval de Vitória de 2003.

## Grupo Único
Os desfiles aconteceram nos dias 21 e 22 de fevereiro de 2003. A Mocidade Unida da Glória sagrou-se campeã ao fim da apuração. 

### Classificação
| Legenda: Campeã |

| Col. | Escola                    | Enredo                                                              | Pontos |
| ---- | ------------------------- | ------------------------------------------------------------------- | ------ |
| 1    | Mocidade Unida da Glória  | De Passo a Passo, Faço os Passos Até Anchieta                       | 199    |
| 2    | Novo Império              | Uma Cidade Presépio que se Chama Vitória                            | 198,5  |
| 3    | Unidos da Piedade         | Vitória, Minha Vitória - História, Cidadania, Simpatia e Muito Amor | 195,5  |
| 4    | Andaraí                   | Árvore Encantada que deu Origem a Santa Marta                       | 192,5  |
| 5    | Imperatriz do Forte       | De Porto em Porto, Vitória do Espírito Santo                        | 189,5  |
| 6    | Pega no Samba             | O Luxo do Lixo                                                      | 185    |
| 7    | Independente de Boa Vista | 360º - Vitória, Uma Viagem em Torno de Ti                           | 184,5  |
| 8    | Unidos de Barreiros       | Barreiros Canta a Grande Maruípe                                    | 182    |
| 9    | Unidos de Jucutuquara     | Casaca                                                              | 168    |
| 10   | Rosas de Ouro             | De Itaiobaia a Saga de um Guerreiro                                 | 127    |
| 11   | Chegou O Que Faltava      | Estórias e Lendas de um Pescador de Ilha das Caieiras               | 93,5   |
| --   | Tradição Serrana          | As Terras do Cricaré                                                | --     |